# Ni Kuang
Ni Kuang (en chinois : 倪匡, né le 30 mai 1935 et mort le 3 juillet 2022)), également transcrit Ngai Hong, I Kuang ou Yi Kuang, de son vrai nom 倪聰 (Ni Cong, est un romancier et scénariste américano-hongkongais ayant écrit plus de 300 romans de wuxia et de science-fiction et plus de 400 scénarios de films.

## Biographie
Ni Kuang est né à Ningbo au Zhejiang mais a grandi à Shanghai. Il travaille comme un agent de sécurité du Parti communiste chinois en Mongolie-Intérieure dans les années 1950 et est chargé de rédiger les condamnations à mort. Il demande un jour au chef du parti local pourquoi un homme ordinaire est condamné à mort alors qu'il est uniquement accusé (comme écrit sur le papier) d'être un propriétaire terrien. Le chef le menace alors de l'exécuter s'il continue de poser des questions. Selon Ni Kuang, il obéissait aux ordres par crainte pour sa propre vie. Ce n'est pas la seule fois où Ni aurait rédigé une condamnation à mort discutable qui est classée comme « autres » par le gouvernement communiste. Ces expériences poussent Ni à quitter la Chine continentale pour Hong Kong en 1957.
Les romans de science-fiction de Ni Kuang prennent généralement la forme d'histoires policières et mystérieuses présentant la vie extraterrestre comme un deus ex machina pour expliquer l'impossible et l'invraisemblable. Ses œuvres les plus connues sont les séries Wisely (en) (衛斯理, Wai See-lei) et Dr Yuen (原振俠, Yuen Chun-hap), qui ont toutes deux été adaptées en films et séries télévisées. Sa critique du communisme est évidente dans certains de ces ouvrages.
Ni Kuang co-écrit également des scénarios avec Chang Cheh pour la Shaw Brothers, dong ceux des films Un seul bras les tua tous (1967), L'Assassin et La Vengeance des infirmes (en) (1978). Malgré son travail de scénariste de La Fureur de vaincre (1972), il n'est pas crédité au générique pour la création du protagoniste, Chen Zhen, joué par Bruce Lee. Le générique cite uniquement le réalisateur Lo Wei comme auteur. Chen Zhen devient un héros dans la culture chinoise populaire et le film fait l'objet de nombreuses reprises et adaptations. Des acteurs notables tels que Jet Li ou Donnie Yen l'on interprété à l'écran. Ni Kuang écrit également le scénario du premier film chinois de super-héros, Super Inframan (1975).
Ni Kuang est un ami et grand admirateur de l'écrivain de wuxia Louis Cha. Il est l'auteur d'au moins un segment prolongé dans le roman Demi-dieux et Semi-démons (en) lorsque Louis Cha était en vacances en Europe, bien que la plupart de ses ajouts aient été supprimés dans la première révision de Louis Cha. Ni Kuang, tout en aidant Louis Cha à écrire près de 40 jours de sérialisation alors que Louis Cha était à l'étranger, a rendu A'zi, un personnage du roman, aveugle dans l'histoire. Louis Cha a depuis édité son roman.
En 1992, Ni Kuang émigre aux États-Unis où il poursuit sa carrière d'écrivain après avoir appris que les Britanniques envisageaient de transférer la souveraineté de Hong Kong au gouvernement chinois. Cependant, il retourne à Hong Kong en 2006 car sa femme n'arrivait pas s'adapter au style de vie américain.

### Famille
Ni Kuang a quatre frères et deux sœurs : Ni Yifang (倪亦方), Ni Yixiu (倪亦秀), Ni Yijian (倪亦儉), Ni Yiping (倪亦平), Ni Yishu (倪亦舒) et Ni Yijing (倪亦靖). Il est marié avec Li Guozhen (李果珍) tandis que son petit frère, Ni Yiping, est marié avec la sœur cadette de Li.
Ni Kuang et Li Guozhen ont un fils et une fille. Leur fils, Joe Nieh (倪震, Ni Zhen), qui travaille dans l'industrie du divertissement de Hong Kong, est marié à l'actrice Vivian Chow (en). Leur fille s'appelle Ni Sui (倪穗).

## Opinions politiques
Ni Kuang est réputé pour être un fervent anti-communiste. Dans une interview, interrogé sur ses sentiments concernant l'injustice en Chine, il déclare que le peuple continuerait de souffrir tant que le Parti communiste chinois subsisterait. Il mentionne que la valeur la plus importante au monde est la liberté individuelle, qui comprend également le respect de la liberté personnelle des autres.

## Distinctions
Lifetime Achievement Award à la 31e cérémonie des Hong Kong Film Awards.